# Dan Late Show
Le Dan Late Show est une ancienne émission de télévision hebdomadaire belge de la RTBF créée en 2014 par Dan Gagnon et Renaud Coppens, et qui était diffusée sur la Deux chaque vendredi à 22 h 45. L'émission est arrêtée en mai 2016.

## Histoire
En 2013, Dan Gagnon convainc la RTBF de se lancer dans un late-night show à l'américaine, un genre d'émission qui n'avait pas encore été exploité dans le paysage audiovisuel belge-francophone, pour une première saison composée dans un premier temps de « 10 épisodes, avec possibilité de prolongation »,, elle sera étendue à 13 épisodes. Une seconde saison est prévue pour l'automne 2014.
La première diffusion a eu lieu le 9 février 2014.
En janvier 2015, le Dan Late Show revient pour une troisième saison et un changement d'horaire, l’émission est diffusée le vendredi à 21 h 40.
Le 18 mai 2016, à la suite de la décision du présentateur de débuter un nouveau projet, celui-ci annonce la fin de l'émission.
La dernière édition est diffusée le 27 mai 2016.

## Concept
L'émission transpose dans le paysage audiovisuel belge le modèle américain des late-night shows mélangeant humour et invités de différents domaines.
L'émission est divisée en cinq parties :
- monologue sur l'actualité,
- premier invité, une personne connue,
- second invité, une personne connue dans son domaine,
- troisième invité, une personne pas connue, mais qui s'est retrouvée dans l'actualité,
- prestation acoustique/humoristique.

## Diffusion
L’émission était diffusée le vendredi à 21 h 40 et rediffusée le mercredi à 13 h 45 sur La Deux. Elle est enregistrée le vendredi à 15 h 30.
Une diffusion à l’international sur TV5 Monde a été envisagée.

## Émissions

### Saison 1
| #  | Date            | Invités |
| -- | --------------- | --- |
| 1  | 9 février 2014  | • Roch Voisine • Noémie Happart • Zoé Miniconi, coprésidente de la fédération belge de Quidditch • Mathieu Debaty                              |
| 2  | 16 février 2014 | • Matthew Irons • Les professionnels : Damien Gillard & Charlie Dupont • Jean-Michel Sinte, porte-parole du Cannabis Social Club Namur • Puggy |
| 3  | 23 février 2014 | • Patrick Ridremont • Charline Vanhoenacker • Chün-Yü Yang, participant de The Voice • Alex Vizorek                                            |
| 4  | 2 mars 2014     | • Joëlle Scoriels • Sarah Cavenaile, championne de Belgique de Pole Dance • Freddy Piette, l'homme aux 8 000 concerts • Moune                  |
| 5  | 9 mars 2014     | • Jean-Michel Saive • Bert Kruismans • Etienne Joie, gille de Binche depuis 50 ans • Guillermo Guiz                                            |
| 6  | 16 mars 2014    | • Le Grand Jojo • Léa Nahon, tatoueuse • Sylvain Margaine, explorateur urbain et photographe • Georges D.                                      |
| 7  | 23 mars 2014    | • Chantal Goya • Axel Hirsoux • Antoine Chance                                                                                                 |
| 8  | 30 mars 2014    | • BJ Scott • Seb Mellia • Milow |
| 9  | 6 avril 2014    | • Kyan Khojandi • Jérôme Colin • Chris • Milla Brune                                                                                           |
| 10 | 13 avril 2014   | • Walter • Alice Riou, sauvegarde de l'ancien cinéma porno ABC • Gilles Dal • PE                                                               |
| 11 | 20 avril 2014   | • Sergi López • Thomas de Dorlodot • Les inventeurs du Diabolica • Pierre-Bruno Rivard                                                         |
| 12 | 27 avril 2014   | • Maureen Louys • David Jeanmotte • Kody • Soldout                                                                                             |
| 13 | 4 mai 2014      | • Frédérique Bel • Le plus grand fan de l'Eurovision • Baptiste Lecaplain                                                                      |

### Saison 2
| #  | Date              | Invités |
| -- | ----------------- | --- |
| 1  | 7 septembre 2014  | • Mathieu Madénian • Mathieu Delré • Valentine de le Court • Le groupe belge Von Durden                             |
| 2  | 14 septembre 2014 | • Stanislas • Jacques Mercier • Marc Filipson • Stéphane Mercier                                                    |
| 3  | 21 septembre 2014 | • Tanguy Dumortier • Dominique Monami • Jennifer Mc Cray                                                            |
| 4  | 28 septembre 2014 | • Vincent Taloche • Didier de Radiguès • Alain Leempoel et Jacqueline Bir • Marie Warnant                           |
| 5  | 5 octobre 2014    | • Dick Rivers • Roberto Bellarosa • Stefan Liberski • Little Collin                                                 |
| 6  | 12 octobre 2014   | • Elvis Pompilio • Fabrice Grosfilley • Dick Annegarn • Gladys                                                      |
| 7  | 19 octobre 2014   | • Laurence Bibot • Carlo De Pascale • Nancy Sinatra • Pucho Diaz                                                    |
| 8  | 26 octobre 2014   | • Alain Berliner • Tarec Saffiedine • Xavier Magnée • Romano Nervoso                                                |
| 9  | 9 novembre 2014   | • Pascal Devalkeneer • Nicolas Gea (créateur pour Tshirt Mania) • Sandra Zidani • Lubiana Képaou                    |
| 10 | 16 novembre 2014  | • Philippe Geluck • Emilien Vekemans et Camille Voglaire (Comédiens de la série Typique) • Nathalie Uffner • Loumèn |
| 11 | 23 novembre 2014  | • Marianne James • Mathieu Debaty (Comédiens de la série Euh...) • Stany Falcone • School is Cool                   |
| 12 | 30 novembre 2014  | • Sébastien Ministru • Edgar Kosma • Anne Niepold                                                                   |
| 13 | 7 décembre 2014   | • Jackie Berroyer • Sara de Paduwa • Leki                                                                           |
| 14 | 14 décembre 2014  | • Rudy Léonet et Hugues Dayez • Gérald Watelet • Michel Kacenelenbogen • Mountain Bike                              |
| 15 | 21 décembre 2014  | • Pierre Kroll • Anissa Blondin • Ibrahim Maalouf                                                                   |

### Saison 3
| #  | Date            | Invités                                                                                          |
| -- | --------------- | ------------------------------------------------------------------------------------------------ |
| 1  | 16 janvier 2015 | • Bernard Yerlès • Frédéric Dubus • Didier Dillen • James Deano                                  |
| 2  | 23 janvier 2015 | • Jali • Joëlle Scoriels • Xavier Diskeuve • Natalia Doco                                        |
| 3  | 30 janvier 2015 | • Gilbert Rozon • Paul Dewandre • Amani                                                          |
| 4  | 6 février 2015  | • Fabrizio Rongione • Didier Gesquière • Thomas Ancora • Alexia Poyen                            |
| 5  | 13 février 2015 | • Jean Galler • Lady Paname • Michaël Dufour • Freddy Tougaux                                    |
| 6  | 20 février 2015 | • Jonathan Lambert • Philippe Reynaert • Dani Klein                                              |
| 7  | 27 février 2015 | • Jeff Panacloc • Nathalie Penning • Victor Lazlo • Kallagan                                     |
| 8  | 6 mars 2015     | • Ozark Henry • Philippe Genion • Mourade Zeguendi • Typh Barrow                                 |
| 9  | 13 mars 2015    | • Alex Vizorek • Nicolas Buissart • Adrien Devyver & Gwenaelle Dekegeleer • Intergalactic Lovers |
| 10 | 20 mars 2015    | • Frédéric Jannin & Gilles Dal • Alain Simons • Riton Liebman • Els de Schepper                  |
| 11 | 27 mars 2015    | • Giovanni Tadiotto • Alec Mansion • Adrien Joveneau • Konoba                                    |
| 12 | 3 avril 2015    | • Jean-Philippe Watteyne • Safia Kessas • Pascal sur Scène                                       |
| 13 | 10 avril 2015   | • José van Dam • Funky Fab • GuiHome • Annie Bozzo                                               |
| 14 | 17 avril 2015   | • Daniel Auteuil & Richard Berry • Sam Touzani • Saint André                                     |
| 15 | 24 avril 2015   | • Véronique Dicaire • Thomas Gunzig • Oli-B • Oldelaf                                            |
| 16 | 1er mai 2015    | • Vincent Dedienne • Patrick Leterme • Artus • Vincent C.                                        |
| 17 | 8 mai 2015      | • Dominik Nicolas • Frédéric François • Patrick Chaboud • Daniel Van Buyten                      |
| 18 | 15 mai 2015     | • Bouli Lanners • Laurent Durieux • Marc Ysaye • The Seasons                                     |